# Hrabstwo Cheboygan
Cheboygan – hrabstwo w USA, w stanie Michigan, na Półwyspie Dolnym, w regionie  Północnym (Northern Lower Michigan). Siedzibą władz hrabstwa jest miasto Cheboygan.

## Miasta
- Cheboygan
- Indian River (CDP)

## Wioski
- Mackinaw City
- Wolverine

## Hrabstwo Cheboygan graniczy z następującymi hrabstwami
- Presque Isle
- Montmorency
- Otsego
- Charlevoix
- Emmet